# Mala Kladuša
Mala Kladuša falu Bosznia-Hercegovinában, a Bosznia-hercegovinai Föderáció Una-Szanai kantonjában. Közigazgatásilag Velika Kladušához tartozik.

## Fekvése
Bosznia-Hercegovina északnyugati részén, Bihácstól légvonalban 35, közúton 51 km-re északra, Velika Kladušától légvonalban 7, közúton 9 km-re délkeletre levő dombos, erdős vidéken, a Kladušnica-patak völgyében fekszik. 

## Népessége
| Nemzetiségi csoport | Népesség 1991 | Népesség 2013 |
| ------------------- | ------------- | ------------- |
| Szerb               | 0             | 0             |
| Bosnyák             | 1431          | 691           |
| Horvát              | 1             | 8             |
| Jugoszláv           | 6             | 0             |
| Egyéb               | 7             | 304           |
| Összesen            | 1445          | 1003          |

## Története
Mala Kladuša első írásos említése a 13. században történt. Eredeti neve „Gaj” volt, később Gornja Kladušának, magyarul Felső-Kladusának hívták. A település vára a „Gradina” nevű helyen állt. A feltárása során egy körülbelül 25 méteres hosszabb átmérőjű, ovális alaprajzú vár került elő. Előkerültek egy 8 méteres átmérőjű hengeres torony alapfalai is.
A háború után az első újonnan megnyílt mecset a Velika Kladusa Iszlám Közösség területén a Mala Kladusa-i gyülekezetben található mecset volt, melynek építése 1988-ban kezdődött. 1998. augusztus 15-én nyitották meg. Ez egy nagy ünnepség volt, amelyen számos vendég vett részt. A gyülekezetnek körülbelül 700 háztartása van. Az imámi szolgálatot jelenleg Asim Mulalić efendi látja el.

## Nevezetességei
- A falu mecsete 1988 és 1998 között épült. A mecset teljesen fel van szerelve mindennel, amivel egy mecsetnek rendelkeznie kell. Híres a mecsetről, ahol a legszebben díszített hárem található.[5]

- Középkori várának maradványai a Gradina nevű helyen.